# Bang! (gioco di carte)
BANG! è un gioco di carte con ambientazione western creato da Emiliano Sciarra ed edito dalla daVinci Editrice, di cui campione d'italia Antonio Baldi.

## Storia
La concezione originale di BANG! risale a fine agosto 1999. A quel tempo Emiliano Sciarra stava cercando un gioco che riuscisse a coinvolgere i suoi parenti per le feste natalizie, e che quindi fosse semplice, coinvolgente e molto divertente. Contemporaneamente, essendo un assiduo giocatore del gioco di carte collezionabile Magic: The Gathering con i propri amici, cercava un modo per riuscire a giocare a squadre quando al tavolo sono presenti un numero dispari di giocatori. Nella concezione originale non c'erano i ruoli e lo scopo era di guadagnare taglie eliminando gli altri giocatori. Ma poi, dopo pochi mesi, i due percorsi di ricerca ludica si incrociarono generando a fine 1999 il primo prototipo del gioco, molto simile a quello pubblicato dalla daVinci. La prima partita in assoluto di BANG! fu tenuta, secondo racconti dell'autore rilasciati pubblicamente più volte, il 6 gennaio 2000 durante la festa per il compleanno del nonno, con alcuni parenti (fra cui la sorella Annalisa, che poi ricoprirà un ruolo organizzativo all'interno della daVinci) attorno a un tavolo appartato.
Il gioco fu poi presentato, pochi giorni dopo, ai soci del Circolo Scacchistico Civitavecchiese "Luigi Valentini", di cui Sciarra era fra i fondatori. Il gioco piacque a tal punto che per il giorno seguente i soci continuarono a scambiarsi SMS con la scritta BANG! a cui bisognava rispondere immediatamente con un altro SMS recante la dicitura Schivata! (il nome originale delle carte Mancato!), in ossequio al meccanismo principale del gioco. Per due anni i soci furono presi a tal punto dal gioco da trascurare di dedicarsi agli Scacchi per intavolare interminabili serie di partite che si protraevano fino all'alba. Il nome originale che Sciarra diede al gioco era Tombstone, ma il nome BANG!, osteggiato inizialmente dall'autore, fu ritenuto così immediato ed evocativo che alla fine fu utilizzato ufficialmente.
A partire da metà 2000 Sciarra iniziò a cercare editori disposti a pubblicare il gioco. Ma l'occasione si presentò solo nel dicembre 2001, quando Domenico Di Giorgio, già fondatore dell'Associazione Novecentonovanta e della fanzine Un'Altra Cosa con cui collaborava spesso anche Sciarra, lo informò di aver fondato, assieme ad altri soci, una casa editrice di giochi da tavolo chiamata daVinci Editrice. Sciarra decise allora di proporre il suo gioco di carte. Secondo racconti dello stesso Di Giorgio e di Roberto Corbelli, allora presidente della daVinci, il gioco piacque a tal punto da scombussolare l'intero piano editoriale dell'azienda: fu deciso di fare di Bang! il primo gioco della daVinci. Il direttore artistico della daVinci, Stefano De Fazi, incaricò il fumettista Alessandro Pierangelini dei disegni sulle carte. Pierangelini, De Fazi, Sciarra e Di Giorgio sono tutti di Civitavecchia e si conoscevano già prima della fondazione della daVinci per i comuni interessi. La revisione delle regole iniziò nel gennaio 2002. Il gioco fu disponibile al pubblico a partire da fine luglio dello stesso anno.
Nel gennaio 2008 l'editore cinese Yoka games pubblica il gioco 三國殺T, 三国杀S, SānguóshāW, che utilizza le stesse meccaniche di Bang!, ma che è tematicamente basato su Il romanzo dei Tre Regni di Luo Guanzhong. Il gioco ha un enorme successo vendendo per 20 milioni di yuan nel 2009 e 100 milioni di yuan nel 2010 e viene ben presto esportato all'estero della Cina. La dvGiochi tenta inizialmente, ma senza successo, di comporre amichevolmente il problema con la YOKA games, quindi fa causa con successo, prima a Hong Kong e poi a Shangai, ma non può far nulla nella Cina continentale, dove il diritto d'autore sui giochi non viene riconosciuto. Quando la Yoka games esporta il gioco negli Stati Uniti, tenta nuovamente di bloccare la pubblicazione, ma il giudice ritiene la differenza d'ambientazione (dal Far West alla Cina leggendaria) sufficiente a rendere Legend of Three Kingdoms (nome dell'edizione statunitense) un gioco differente.

## Differenze con il prototipo originale
Benché il funzionamento del prototipo originale sia molto simile al gioco pubblicato, ci sono nondimeno alcune differenze che mirarono a standardizzare il prodotto a un semplice mazzo di carte e semplificare il meccanismo. Ecco le principali differenze:
- ogni carta riportava per iscritto il suo effetto, mentre nel BANG! pubblicato ci sono una serie di simboli iconografici che sintetizzano tale effetto. Questa scelta, se da un lato rende le carte del gioco in qualche modo indipendenti dalla lingua usata, è stata criticata da più parti perché rende il gioco più complicato da spiegare, e nella terza edizione del gioco (ottobre 2007) la daVinci ha deciso di riportare l'effetto di alcune carte per iscritto.
- non c'era il concetto di "estrarre!", ossia di rivelare la prima carta del mazzo per determinare un esito casuale sulla base del seme e del valore della carta riportato in basso a destra. Nel gioco originale, infatti, per lo stesso scopo si tirava un dado a 8 facce.
- i punti vita di ciascun personaggio si rappresentavano con una serie di segnalini che man mano venivano rimossi dalla carta del personaggio stesso.
- nel gioco originale si pescava una sola carta per turno anziché due.
- il gioco originale aveva una maggiore varietà di carte e di effetti e permetteva di giocare da 2 fino a 9 partecipanti.

## Il regolamento
Comincia a giocare lo sceriffo; al proprio turno un giocatore pesca due carte e può giocare quante carte vuole, eccetto per le carte "Bang!" di cui se ne può giocare solo una. Gli effetti delle carte sono descritti mediante simboli e possono permettere, ad esempio, di rubare una carta dalla mano di un giocatore, obbligare un giocatore a scartare una carta, mettere in prigione un personaggio, cambiare la distanza relativa rispetto agli altri giocatori oppure cambiare la distanza a cui si può sparare.
Le carte "Bang!" permettono di sparare ad un altro giocatore purché sia nel raggio di tiro della propria arma. Ogni giocatore è considerato ad una distanza relativa di "1" rispetto ai due giocatori che gli siedono a fianco, a distanza relativa "2" rispetto a quelli che siedono al posto successivo e così via, sempre contando per la via più breve. Si possono colpire gli avversari a distanza "2" avendo un'arma con gittata superiore come la Schofield, o utilizzando carte come Mirino che riducono la distanza tra i giocatori. Ogni personaggio è sempre considerato come armato con una Colt 45 che gli permette di colpire bersagli a distanza 1. Se il bersaglio ha una carta "Mancato" la può giocare ed evitare di essere colpito, altrimenti perde un proiettile (cioè un punto-vita). Quando un personaggio perde l'ultimo proiettile è eliminato dal gioco.
La carta "Birra" può essere usata per recuperare un punto-vita. Un personaggio non può avere più punti vita di quelli con cui ha iniziato il gioco.
Alla fine del proprio turno, un personaggio deve scartare le carte in eccesso rispetto al numero di punti-vita che possiede in quel momento. Il gioco continua in senso orario fino a che lo Sceriffo è eliminato oppure fino a che tutti i fuorilegge e il rinnegato sono stati eliminati.

### Materiali
Le carte personaggio presenti nel mazzo base sono:
- Bart Cassidy (4 punti vita): Quando perde un punto-vita, pesca una carta dal mazzo.
- Black Jack (4 punti vita): Quando deve pescare le 2 carte, mostra a tutti la seconda. Se è di cuori o di quadri, ne pesca un'altra.
- Calamity Janet (4 punti vita): Bang! e Mancato! sono intercambiabili.
- El Gringo (3 punti vita): Ogni volta che perde un punto vita a causa di un giocatore, può pescare una carta dalla mano del giocatore.
- Jesse Jones (4 punti vita): Quando deve pescare le 2 carte, può pescare la prima dalla mano di un qualunque avversario.
- Jourdonnais (personaggio basato su Jourdonnais il Francese del libro "Il grande cielo") (4 punti vita): Ogni volta che è bersaglio di una carta Bang!, può estrarre una carta dal tallone, se è cuori, è mancato (è cumulabile con la carta Barile). Da un sondaggio dell'editore è risultato il personaggio preferito dai giocatori.
- Kit Carlson (4 punti vita): Quando deve pescare le 2 carte, ne pesca 3, e rimette una a scelta in cima al tallone. Nella prima edizione aveva 3 punti vita.
- Lucky Duke (4 punti vita): Quando deve estrarre una carta (ad esempio per la prigione o per la dinamite) ne pesca 2
- Paul Regret (3 punti vita): Gli altri giocatori lo vedono a distanza aumentata di 1 (è cumulabile con la carta Mustang)
- Pedro Ramirez (riferimento a Tuco Ramirez, "il brutto" de "il buono, il brutto e il cattivo") (4 punti vita): Quando pesca due carte, può pescare la prima dalla cima di quelle scartate
- Rose Doolan (4 punti vita): Vede gli altri giocatori a distanza diminuita di 1 (è cumulabile con la carta Mirino)
- Sid Ketchum (4 punti vita): Può scartare 2 carte per recuperare 1 punto-vita in ogni momento
- Slab the Killer (riferimento a Sentenza, il "cattivo" del film di Sergio Leone Il buono, il brutto, il cattivo) (4 punti vita): Quando usa la carta Bang!, sono necessari 2 Mancato! per evitare il colpo
- Suzy Lafayette (4 punti vita): Se rimane senza carte in mano, può pescarne una dal tallone
- Vulture Sam (4 punti vita): Quando un giocatore muore, prende in mano tutte le sue carte
- Willy the Kid (4 punti vita): Può usare un numero qualunque di Bang! in un turno

Carte ruoloLe carte a bordo marrone scuro (con sfondo rosa dalla 4ª edizione) rappresentano i ruoli che andranno consegnate ai giocatori.
Carte personaggioLe carte a bordo verde scuro rappresentano i personaggi che saranno assegnati ai giocatori. Ogni personaggio ha una o più abilità speciali e un numero di punti vita (al massimo quattro) indicato dal numero di pallottole a destra dell'immagine e che coincide anche con il numero massimo di carte da poter tenere in mano.
Carte giocabiliSono le carte che costituiscono il mazzo di gioco, il colore del bordo indica quando si usa il loro l'effetto, mentre l'effetto stesso è descritto tramite simboli riportati sulla base delle carte.
A bordo marroneIl loro effetto si usa appena si mettono sulla pila degli scarti.
A bordo bluVanno piazzate di fronte al giocatore (eccezione fatta per Prigione). Il loro effetto è valido finché non siano rimosse da una carta o da una condizione speciale. Non hanno limite in campo e davanti al giocatore, purché nello stesso giocatore non ci siano carte con lo stesso nome.
A bordo verdeSono state introdotte dall'espansione Dodge City. Sono posizionate davanti al giocatore come le carte blu, ma il loro effetto non può essere usato fino a che non sia trascorso almeno un turno e vanno scartate dopo l'uso.
In totale ci sono 63 carte marroni nel mazzo base:
- Bang! (25 carte nel mazzo): Spara/Difesa da duello.
- Birra (6 carte nel mazzo): Si guadagna un punto vita.
- Cat Balou (4 carte nel mazzo): Fai scartare una carta (dalla mano o in gioco) a un qualsiasi giocatore.
- Diligenza (2 carte nel mazzo): Pesca 2 carte.
- Duello (3 carte nel mazzo): Si sfida un altro giocatore (anche non raggiungibile normalmente), che potrà rispondere con una carta Bang!. Se lo fa, chi ha giocato Duello potrà rispondere con un Bang! a sua volta, continuando ad oltranza. Chi perde il duello perde un punto-vita.
- Emporio (2 carte nel mazzo): Si pescano tante carte quante sono i giocatori; ogni giocatore, a partire da chi ha giocato la carta, ne prende una.
- Gatling (Carta unica nel mazzo): Si spara a tutti gli altri giocatori (potranno ovviamente rispondere con un Mancato! o utilizzando il Barile).
- Indiani! (2 carte nel mazzo): Ogni altro giocatore può rispondere con un Bang! o perdere un punto vita.
- Mancato! (12 carte nel mazzo): Viene usata quando si riceve un Bang! e ne annulla l'effetto.
- Panico! (4 carte nel mazzo): Si prende una carta (dalla mano o in gioco) da uno dei giocatori a distanza 1 (il calcolo è influenzato dalla presenza di carte come Mirino o Mustang, ma non dalle armi).
- Saloon (Carta unica nel mazzo): Aggiunge un punto vita a tutti i giocatori.
- Wells Fargo (Carta unica nel mazzo): Pesca 3 carte.

In totale ci sono 17 carte blu nel mazzo base:
- Barile (2 carte nel mazzo): Si estrae una carta dal tallone, se questa è di cuori, equivale a un Mancato!
- Dinamite (Carta unica nel mazzo): Al turno successivo alla messa in gioco, si estrae una carta dal tallone: se è compresa tra il 2 e il 9 di picche si perdono 3 punti vita, altrimenti si passa la dinamite al giocatore successivo
- Mirino (carta unica nel mazzo): Rende più facile attaccare in quanto si vedranno gli avversari avvicinati di 1 (prima della 4ª edizione, il nome era Appaloosa)
- Mustang (2 carte nel mazzo): Rende più difficile essere attaccati, in quanto gli avversari vedranno il giocatore allontanato di 1
- Prigione (3 carte nel mazzo): Chi finisce in prigione, una volta raggiunto il suo turno, deve estrarre una carta. Se è di cuori può continuare, altrimenti perde il turno. La prigione non può essere utilizzata sullo Sceriffo
- Winchester (Carta unica nel mazzo): Un fucile che consente di sparare ad avversari a distanza 5
- Volcanic (2 carte nel mazzo): un'arma che consente di sparare (a distanza 1) quanti Bang! si vogliono in un solo turno
- Remington (Carta unica nel mazzo): un fucile che consente di sparare ad avversari a distanza 3
- Rev. Carabine (Carta unica nel mazzo): un'arma che consente di sparare ad avversari a distanza 4
- Schofield (3 carte nel mazzo): un'arma che consente di sparare ad avversari a distanza 2

### Preparazione
Al gioco possono prendere parte da quattro a sette giocatori (che diventano da tre a otto, tramite l'espansione Dodge City). Ad ogni giocatore viene assegnata coperta una carta ruolo e una carta personaggio. I ruoli a seconda del numero di giocatori sono:
| Giocatori                           | N. sceriffi | N. Rinnegati | N. Fuorilegge | N. Vice |
| ----------------------------------- | ----------- | ------------ | ------------- | ------- |
| 3 giocatori (espansione Dodge City) | 0           | 1            | 1             | 1       |
| 4 giocatori                         | 1 sceriffo  | 1            | 2             | -       |
| 5 giocatori                         | 1 sceriffo  | 1            | 2             | 1       |
| 6 giocatori                         | 1 sceriffo  | 1            | 3             | 1       |
| 7 giocatori                         | 1 sceriffo  | 1            | 3             | 2       |
| 8 giocatori (espansione Dodge City) | 1 sceriffo  | 2            | 3             | 2       |

Tutti i giocatori rivelano il proprio personaggio, ma mantengono segreto il loro ruolo, eccetto che per lo sceriffo. Ogni giocatore riceve un numero di proiettili pari a quelli indicati sulla carta del proprio personaggio; lo sceriffo ne riceve uno in più.

### Vittoria
Le condizioni di vittoria del gioco cambiano al variare del ruolo:
- I fuorilegge devono eliminare lo sceriffo.
- Lo sceriffo e i vicesceriffi devono eliminare i fuorilegge e il rinnegato.
- Il rinnegato deve rimanere l'ultimo personaggio in gioco.

### Regole speciali per 3 giocatori
I ruoli sono vice, fuorilegge e rinnegato e sono tutti visibili. Per vincere il vice deve eliminare il rinnegato, il rinnegato deve eliminare il fuorilegge ed il fuorilegge deve eliminare il vice. Il vice inizia il gioco. Si vince non appena si raggiunge il proprio obiettivo, ma si deve eliminare di persona il proprio bersaglio, altrimenti l'obiettivo per i sopravvissuti diventa quello di restare l'ultimo personaggio in vita.
Quando si elimina un altro giocatore, si pescano subito 3 carte dal mazzo. La Prigione può essere giocata su chiunque. Come sempre la Birra non ha effetto quando si rimane solo in due.

### Regole speciali per 8 giocatori
Ogni Rinnegato gioca per conto proprio e vince solo se rimane l'ultimo giocatore in vita, quindi se si arriva con lo sceriffo da solo contro i due rinnegati e lo sceriffo viene eliminato per primo, la vittoria va ai fuorilegge.

### Strategia
Lo sceriffo deve ripulire la città dai fuorilegge e dal rinnegato. Il compito è relativamente semplice in una partita a 4 giocatori, poiché deve di fatto sparare a tutti gli altri, ma la cosa si fa più complicata quando i giocatori aumentano, ed entrano in gioco i vicesceriffi in incognito. Sparando nel gruppo si rischia adesso di accanirsi contro uno di loro, e lo sceriffo, quando muore un suo vice, perde un comodissimo alleato.
I fuorilegge possono adottare due tattiche diverse, entrambe efficaci ma molto rischiose. La prima consiste nel nascondersi nell'ombra, magari uccidendosi a vicenda per guadagnare taglie, e arrivare poi a freddare lo sceriffo da soli, senza alcun alleato. La seconda invece consiste nel fare l'esatto contrario: sparare allo sceriffo, e farsi subito riconoscere come fuorilegge, coalizzandosi con gli altri giocatori che ricoprono lo stesso ruolo contro il Rinnegato e il braccio armato della legge (lo sceriffo e i suoi vice, se ce ne fossero).
I vicesceriffi devono ovviamente iniziare a sparare ai fuorilegge non appena questi si rivelano e proteggere lo sceriffo a tutti i costi, anche con la loro stessa vita, sfruttando il fatto di essere "in incognito" ma cercando di far capire subito allo sceriffo quello che sono, cioè i suoi alleati contro i fuorilegge.
Il rinnegato vuole diventare il nuovo sceriffo, e per farlo deve rimanere l'ultimo in gioco, assieme allo sceriffo (altrimenti, anche se sono stati eliminati, vincono i fuorilegge), e infine ucciderlo. Ovviamente, ciò significa che deve fare il doppio gioco e possibilmente fingersi un "innocente" vicesceriffo, così da sparare sui fuorilegge senza attirarsi addosso il fuoco dello sceriffo.

## Edizioni
Prima edizione (luglio 2002)Questa edizione aveva la scatola orizzontale che riportava sulla copertina il disegno della carta Duello in bianco e nero, come se si trattasse di un'immagine impressa sul legno. La tiratura di questa edizione è di poco più di 2400 copie. Poche centinaia di esse riportavano anche il bollino con la menzione della vittoria come "Miglior gioco italiano" (in realtà è il "Best of Show" di LuccaGames che all'epoca non aveva un logo ben definito).
Seconda edizione (2003)Dopo circa un anno dalla prima pubblicazione, la daVinci perfezionò la seconda edizione del gioco: la scatola diventa verticale con un contenitore di plastica per le carte e l'immagine del personaggio Jourdonnais in copertina. Di questa edizione esistono anche alcune copie distribuite dalla Modiano in cui la scatola è orizzontale e il contenitore di plastica è blu anziché bianco. L'accordo con la Modiano finì nel giro di un anno e la circolazione di queste copie era ristretta sostanzialmente ai tabaccai italiani.
Le differenze più importanti rispetto alla prima edizione sono:
- lo sceriffo parte con un punto in più rispetto al normale (in precedenza non c'era nessun aiuto per chi era sceriffo);
- nella prima edizione, per un errore nel regolamento sembrava obbligatorio giocare le carte "Bang!" in risposta a "Indiani" o "Duello", mentre in realtà è una libera scelta del giocatore se farlo o meno;
- la Prigione cambia leggermente meccanica. Nella prima edizione bisognava "estrarre!" un Cuori o un Quadri per uscire di prigione, che corrisponde a una possibilità del 50%: ma, se non si usciva, si restava in prigione per un altro turno, e così via. Per evitare esperienze frustranti di più turni consecutivi in cui si restava in prigione senza poter giocare, la nuova edizione prevede adesso di uscire di prigione solo tramite Cuori (cioè con una possibilità ridotta al 25%): ma la carta Prigione viene scartata in ogni caso, limitando l'inattività forzata a un turno al massimo;
- Kit Carlson ha 4 punti vita invece che 3, e Sid Ketchum può recuperare un punto vita scartando due carte anziché tre;
- alcune carte cambiano nome: Indiani!/Injuns!, Maestrina/Mistress e Cavallo/Horse diventano rispettivamente Indiani!/Indians!, Cat Balou e Mustang.

Terza edizione (2007)Le regole rimangono identiche, cambia solo la presentazione delle carte speciali: mentre nelle edizioni precedenti il loro effetto veniva dettagliato solo nel regolamento (sulla carta compariva il simbolo di un piccolo libro per indicare ciò), ora l'effetto è brevemente descritto sulle carte stesse, sia in italiano che in inglese.
Edizione deluxe (La pallottola) (2007)È presente anche un'edizione deluxe con confezione in metallo a forma di pallottola che contiene le carte classiche, ed in più le prime tre espansioni: High Noon (Mezzogiorno Di Fuoco), Dodge City e A Fistful Of Cards (Per Un Pugno Di Carte), una stella da sceriffo da applicare allo sceriffo. Questa prima versione della pallottola presenta delle modifiche alle carte che verranno riprese nella quarta edizione del gioco di successiva pubblicazione, nonché della seconda edizione di Dodge City, uscita in concomitanza con la nuova versione del mazzo base.
Quarta edizione (2008)La quarta edizione, introduce diverse novità a livello di presentazione grafica e di materiali. Questi cambiamenti sono stati fatti principalmente per migliorare l'impatto delle regole con i nuovi giocatori.
Ogni giocatore è ora dotato di una piccola plancia in cui posizionare la carta ruolo, il personaggio e l'eventuale arma (nel caso non ci sia nessuna arma, è stampata una Colt.45 direttamente sulla plancia). Per il conteggio dei punti vita ci sono veri e propri contatori di cartone a forma di pallottola che vanno appoggiati sulla plancia. La grafica di alcune carte è stata rivista (i bordi delle Armi non hanno più i fori delle pallottole, il fondo dei ruoli è diverso dalle altre carte, le immagini del Bang! e del Mancato! sono state riviste e uniformate). Per evitare confusione fra i due cavalli presenti nelle edizioni precedenti, l'Appaloosa scompare per diventare il Mirino. Cambia, infine, l'immagine di Suzy Lafayette.
La nuova confezione, che contiene anche un manuale a colori, è più grande e riporta in copertina il personaggio Slab the Killer.
Viene inoltre ristampata Dodge city, con una confezione che ricorda la nuova edizione di BANG!, bilancia meglio il gioco (come visto nella "Pallottola") e include le 13 carte di High Noon ad esclusione di "Manette" e "Nuova Identità").
Edizione deluxe (La pallottola) (Ristampa) (2009)Dal 2009, la Pallottola è stata ristampata, con il definitivo abbandono del vecchio simbolo "daVinci Games" per il nuovo "DV Giochi", con le modifiche presenti nella nuova edizione di Dodge City (le 8 carte ruolo sono state adattate allo stile della nuova edizione). Viene inoltre corretto un errore di stampa (carta "Rag-time").
Edizione decimo anniversario (2012)Per il decimo anniversario del gioco, è stata creata una versione speciale contenuta in una confezione di metallo, dalla più classica forma rettangolare. Oltre al mazzo base, sono incluse 7 plance (6 dalla quarta edizione, una inedita), 30 pallottole in legno (sostituiscono le 30 pallottole in cartone) e 10 personaggi aggiuntivi (chiamati "Most Wanted"), di cui 9 provenienti da precedenti espansioni (di cui due inediti in Italia) e un personaggio completamente inedito:
- Annie Versary (4 punti vita): Può giocare una carta qualunque come se fosse una carta Bang!
- Apache Kid (3 punti vita): (da Dodge City)
- Chuck Wengam (4 punti vita): (da Dodge City)
- José Delgado (4 punti vita): (da Dodge City)
- Pixie Pete (3 punti vita): (da Dodge City)
- Big Spencer (9 punti vita): (da Wild West Show)
- Youl Grinner (4 punti vita): (da Wild West Show)
- Madam Yto (4 punti vita): (da Gold Rush)
- Colorado Bill (4 punti vita): (da La valle delle Ombre)
- Henry Block (4 punti vita): (da La valle delle Ombre)

## Espansioni

### High Noon(Mezzogiorno di fuoco)
Le carte contenute nell'espansione High Noon sono:
- Benedizione: Tutte le carte sono considerate di Cuori, per l'intero giro.
- Città Fantasma: Ogni giocatore eliminato torna, al proprio turno, come fantasma: pesca 3 carte invece di 2, e non può morire. Al termine del proprio turno è eliminato di nuovo.
- Corsa all'oro: Per un intero giro si gioca in senso antiorario, sempre a partire dallo Sceriffo. Gli effetti delle carte continuano ad essere in senso orario.
- I Dalton: Quando "I Dalton" entrano in gioco, chi ha carte blu di fronte a sé ne scarta una a sua scelta.
- Il Dottore: Quando "Il Dottore" entra in gioco, il/i personaggio/i in gioco che ha meno punti vita correnti recupera 1 punto vita.
- Il Treno: Ogni giocatore pesca una carta extra al termine della fase 1 del proprio turno.
- Il Reverendo: Non si possono giocare carte "Birra" per l'intero giro.
- Maledizione: Tutte le carte sono considerate di Picche, per l'intero giro.
- Manette: Dopo aver pescato le carte, il giocatore di turno dichiara un seme: nel turno può giocare solo carte di quel seme.
- Mezzogiorno di Fuoco: Ogni giocatore perde 1 punto vita all'inizio del proprio turno.
- Nuova identità: Ciascuno, all'inizio del proprio turno, guarda il personaggio con cui indica i punti vita: può sostituirlo per sempre al proprio, ripartendo da due punti vita.
- Sbornia: I personaggi perdono le loro abilità speciali, per l'intero giro.
- Sermone: Il giocatore non può usare carte "BANG!" durante il proprio turno.
- Sete: Ogni giocatore pesca solo la prima carta, e non la seconda, nella fase 1 del proprio turno.
- Sparatoria: Il giocatore può giocatore una seconda carta "BANG!" durante il proprio turno.

Un mazzo di 13 carte (più 2 carte speciali pubblicate successivamente nell'edizione della pallottola, per un totale di 15 carte) che vengono tenute dallo sceriffo. Le carte non sono fatte per essere giocate da un giocatore in particolare; lo sceriffo rivela la carta in cima al mazzo all'inizio di ciascuno dei propri turni, e gli effetti della carta si applicano a tutti i giocatori, fino al successivo turno dello sceriffo. Può succedere che i personaggi perdano le loro abilità speciali oppure i giocatori possano trovarsi a pescare una carta in meno all'inizio del turno. Oppure le carte "Bang!" possono essere vietate, come pure le carte "Birra";

### Dodge City
Un set di 15 nuovi personaggi e 40 nuove carte da giocare, vengono introdotte le carte a bordo verde e un secondo rinnegato, portando il totale dei giocatori massimi a otto, oltre a nuove regole per poter giocare in tre;

### A Fistful Of Cards(Per Un Pugno Di Carte)
Espansione simile a High Noon, sono 15 nuove carte tenute dallo sceriffo. Ad ogni turno entra in gioco una carta, i cui effetti si applicano a tutti i giocatori. Alcune delle carte di questa espansione sono state create selezionando le idee proposte dai partecipanti ad un concorso pubblico appositamente indetto dalla casa editrice;

### Wild West Show
Espansione uscita a maggio 2010 contenente 8 personaggi nuovi e 10 carte con uso simile ad "High Noon" ma differenti di attivazione (infatti non vengono attivate dallo sceriffo ad ogni giro ma da chiunque giochi una Diligenza o Wells Fargo non appena la gioca);

### Gold Rush
Espansione presentata al Lucca Comics and Games 2011. Questa espansione composta da 24 carte equipaggiamento e 8 personaggi introduce un negozio per comprare carte aggiuntive (attraverso l'uso di 30 pepite di plastica), ed un meccanismo per far giocare anche i giocatori eliminati fino a fine partita (pistoleri ombra);

### The Valley of Shadows (La Valle delle Ombre)
Espansione uscita inizialmente in esclusiva per la Repubblica Ceca e poi rivisitata dall'autore per il mercato internazionale. Composta da 8 nuovi personaggi e 16 carte da gioco è stata presentata in anteprima a Essen- Spiel'14 in Germania e poi uscita a novembre 2014 anche in Italia;

### Armed & Dangerous
Espansione uscita a settembre 2017 contenente 8 personaggi nuovi e 28 carte. Alcune carte hanno il bordo arancione e sono usate o potenziate con dei segnalini Carica (32 nella confezione).

### The Great Train Robbery
Espansione uscita a febbraio 2023.

## Contenuto delle espansioni

### High Noon
Carte eventi di colore verde scuro nell'edizione originale diventate arancioni nelle edizioni successive.
- Mezzogiorno di fuoco (Carta unica nel mazzo): Ogni giocatore perde 1 punto vita all'inizio del proprio turno (Vale in tutti i giri, finché non finisce il gioco - è l'ultima a essere girata)
- Sermone (Carta unica nel mazzo): Il giocatore non può usare carte Bang! durante il proprio turno (Vale in un solo giro)
- Sparatoria (Carta unica nel mazzo): Il giocatore può giocare una seconda carta Bang! durante il proprio turno (Vale in un solo giro)
- Il treno (Carta unica nel mazzo): Ogni giocatore pesca 1 carta extra alla fine della fase 1 del proprio turno (Vale in un solo giro)
- Corsa all'oro (Carta unica nel mazzo): Per un intero giro si gioca in senso antiorario, sempre a partire dallo sceriffo. Gli effetti delle carte continuano ad essere in senso orario (Vale in un solo giro)
- Città fantasma (Carta unica nel mazzo): Ogni giocatore eliminato torna al proprio turno, come fantasma: pesca 3 carte invece di 2, e non può morire. Al termine del proprio turno è eliminato di nuovo (Vale in un solo giro)
- Maledizione (Carta unica nel mazzo): Tutte le carte sono considerate picche per l'intero giro (Vale in un solo giro)
- Il Dottore (Carta unica nel mazzo): Quando Il Dottore entra in gioco, il/i personaggio/i in gioco che ha meno punti vita correnti recupera 1 punto vita (Vale in un solo giro)
- I Dalton (Carta unica nel mazzo): Quando I Dalton entrano in gioco, chi ha carte (Blu) di fronte a sé ne scarta una a sua scelta (Vale in un solo giro)
- Il Reverendo (Carta unica nel mazzo): Non si possono giocare carte Birra per l'intero giro (Vale in un solo giro)
- Benedizione (Carta unica nel mazzo): Tutte le carte sono considerate di cuori, per l'intero giro (Vale in un solo giro)
- Sete (Carta unica nel mazzo): Ogni giocatore pesca solo la prima carta e non la seconda, nella fase 1 del proprio turno (Vale in un solo giro)
- Sbornia (Carta unica nel mazzo): I personaggi perdono le loro abilità speciali, per l'intero giro (Vale in un solo giro)

### Dodge City
Con questa espansione si può estendere il gioco da 3 a 8 giocatori (aggiungendo un altro rinnegato).
Carte di colore Marrone:
- Bang! (4 carte nel mazzo): Spara/Difesa da duello
- Mancato! (Carta unica nel mazzo): Viene usata quando si riceve un Bang! e ne annulla l'effetto
- Schivata (2 carte nel mazzo): Viene usata quando si riceve un Bang!, ne annulla l'effetto e fa pescare una carta. (non è una carta mancato)
- Panico! (Carta unica nel mazzo): Si prende una carta (dalla mano o in gioco) da uno dei giocatori a distanza 1 (il calcolo è influenzato dalla presenza di carte come Mirino o Mustang, ma non dalle armi)
- Cat Balou (Carta unica nel mazzo): Fai scartare una carta (dalla mano o in gioco) a un qualsiasi giocatore
- Birra (2 carte nel mazzo): Si guadagna un punto vita
- Indiani! (Carta unica nel mazzo): Ogni altro giocatore può rispondere con un Bang! o perdere un punto vita.
- Emporio (Carta unica nel mazzo): Si pescano tante carte quante sono i giocatori; ogni giocatore, a partire da chi ha giocato la carta, ne prende una
- Pugno (Carta unica nel mazzo): Vale come un Bang! a distanza 1 ma non è un Bang!
- Rissa (Carta unica nel mazzo): Scarta una carta: tutti gli altri giocatori ne scartano una a tua scelta
- Whisky (Carta unica nel mazzo): Scarta una carta: recupera 2 punti vita
- Tequila (Carta unica nel mazzo): Scarta una carta: fai recuperare un punto vita a un giocatore a tua scelta, anche a te stesso
- Rag Time (Carta unica nel mazzo): Scarta una carta: pesca una carta (dalla mano o in gioco) a un giocatore
- Springfield (Carta unica nel mazzo): Scarta una carta: vale come un Bang! a un giocatore a tua scelta ma non è un Bang!

Carte di colore blu:
- Remington (Carta unica nel mazzo): Un'arma che consente di sparare ad avversari a distanza 3
- Rev. Carabine (Carta unica nel mazzo): Un'arma che consente di sparare ad avversari a distanza 4
- Barile (Carta unica nel mazzo): Si pesca una carta dal tallone, se questa è di cuori, equivale a un Mancato!
- Mustang (Carta unica nel mazzo): Rende più difficile essere attaccati, in quanto gli avversari vedranno il giocatore allontanato di 1
- Dinamite (Carta unica nel mazzo): Al turno successivo alla messa in gioco, si pesca una carta dal tallone: se è compresa tra il 2 e il 9 di picche si perdono 3 punti vita, altrimenti si passa la dinamite al giocatore successivo senza.
- Riparo (carta unica nel mazzo): Rende più difficile essere attaccati, in quanto gli avversari vedranno il giocatore allontanato di 1
- Silver (carta unica nel mazzo): Rende più facile attaccare, in quanto si vedranno gli avversari avvicinati di 1 (Nella 2ª edizione viene sostituito da Binocolo)

Carte di colore verde:
- Placca di ferro (2 carte nel mazzo): Vale come un Mancato! ma non è un Mancato!
- Cappello (Carta unica nel mazzo): Vale come un Mancato! ma non è un Mancato!
- Sombrero (Carta unica nel mazzo): Vale come un Mancato! ma non è un Mancato!
- Bibbia (Carta unica nel mazzo): Vale come un Mancato! e in più ti fa pescare una carta. non è un Mancato!
- Borraccia (Carta unica nel mazzo): Recupera un punto vita. non è una Birra
- Fucile da caccia (Carta unica nel mazzo): Vale come un Bang! ad un giocatore a tua scelta. non è un Bang!
- Pepperbox (Carta unica nel mazzo): Vale come un Bang! ad un giocatore a distanza raggiungibile. non è un Bang!
- Derringer (Carta unica nel mazzo): Vale come un Bang! ad un giocatore a distanza 1 in più ti fa pescare una carta. Non è un Bang!
- Pugnale (Carta unica nel mazzo): Vale come un Bang! ad un giocatore a distanza 1. Non è un Bang!
- Howitzer (Carta unica nel mazzo): Vale come un Bang! a tutti gli altri giocatori. Non è un Bang!
- Pony Express (Carta unica nel mazzo): Pesca tre carte. Non è un Wells Fargo (vedi gioco base)
- Conestoga (Carta unica nel mazzo): Pesca una carta ad un giocatore a tua scelta
- Can Can (Carta unica nel mazzo): Fai scartare una carta ad un giocatore a tua scelta

Carte personaggio:
- Bill Noface (4 punti vita): Pesca, invece che 2 carte, 1 più 1 ogni suo punto ferita
- Apache Kid (3 punti vita): Le carte di quadri giocate su di lui non hanno effetto
- Vera Custer (3 punti vita): Ogni giro acquisisce l'abilità di un giocatore in gioco a sua scelta
- Pixie Pete (3 punti vita): Pesca 3 carte invece di 2 (Nella prima edizione ne pescava 4)
- Tequila Joe (4 punti vita): Quando gioca una birra recupera 2 punti vita
- Sean Mallory (3 punti vita): Può tenere fino a 10 carte in mano (Nella prima edizione poteva tener un numero infinito di carte in mano)
- Belle Star (4 punti vita): Nel suo turno le carte blu e verdi in gioco non hanno effetto
- Doc Holiday (4 punti vita): Una volta per turno può scartare due carte per sparare un Bang!
- Elena Fuente (3 punti vita): Può usare una carta qualunque come Mancato!
- Greg Digger (4 punti vita): Quando un personaggio è eliminato recupera due punti vita
- Chuck Wengam (4 punti vita): Nel suo turno può perdere 1 punto vita per pescare due carte
- Pat Brennan (4 punti vita): Invece di pescare può prendere una carta in gioco di fronte a un giocatore
- Josè Delgado (4 punti vita): Due volte per turno può scartare una carta blu per pescare due carte (Nella prima edizione poteva utilizzare la sua abilità solo una volta per turno)
- Herb Hunter (4 punti vita): Quando un personaggio è eliminato pesca 2 carte
- Molly Stark (4 punti vita): Quando usa volontariamente una carta dalla mano fuori turno pesca un'altra carta

### A fistful of cards
Carte evento di colore blu scuro:
- Cecchino (Carta unica nel mazzo): Il giocatore di turno può scartare 2 carte Bang! insieme contro un giocatore qualsiasi, vale come un Bang! ma è schivabile solo con 2 mancati (non solo con Mancato! ma anche con carte dello stesso effetto)
- Agguato (Carta unica nel mazzo): La distanza fra ogni giocatore è 1 ma è modificata dalle carte in gioco e dalle abilità speciali
- Vendetta (Carta unica nel mazzo): Alla fine di ogni turno il giocatore estrae, se è cuori gioca un altro turno (ma non ripesca alla fine)
- Lazo (Carta unica nel mazzo): Per l'intero giro le carte in gioco di fronte ai giocatori non hanno effetto
- Rimbalzo (Carta unica nel mazzo): Il giocatore in gioco può scartare carte Bang! contro carte in gioco di un altro giocatore, questo può rispondere con Mancato! (o carte dello stesso effetto)
- Liquore Forte (Carta unica nel mazzo): Il giocatore può saltare la fase 1 (cioè il pescaggio) per recuperare un punto vita
- Fratelli Di Sangue (Carta unica nel mazzo): All'inizio del proprio turno il giocatore può donare un punto vita (non l'ultimo) a un giocatore a sua scelta
- Peyote (Carta unica nel mazzo): Invece di pescare 2 carte il giocatore prova ad indovinare il colore del seme della carta che pescherà (rosso=cuori o quadri/nero=picche o fiori) poi pesca e mostra la carta pescata, se ha indovinato si tiene la carta e tenta ancora, se no scarta la carta e continua alla fase 2
- Dead Man (Carta unica nel mazzo): Al proprio turno il giocatore eliminato per primo rientra con 2 punti vita e 2 carte
- Ranch (Carta unica nel mazzo): Dopo aver pescato il giocatore può scartare un numero qualsiasi di carte e ripescarne tante quante quelle che ha scartato
- Miniera Abbandonata (Carta unica nel mazzo): Per l'intero giro si pesca (se possibile) dalla cima degli scarti e si scarta in cima al mazzo
- Legge Del West (Carta unica nel mazzo): Il giocatore mostra la seconda carta che pesca e se può è obbligato a giocarla
- Il Giudice (Carta unica nel mazzo): Non si possono giocare carte blu o verdi nell'intero giro
- Roulette (Carta unica nel mazzo): appena entra in gioco questa carta, a partire dallo sceriffo tutti scartano un mancato ad oltranza e il primo che non lo fa perde 2 punti vita e la roulette si interrompe
- Per Un Pugno Di Carte (Carta unica nel mazzo): All'inizio del turno il giocatore subisce inevitabilmente tanti Bang! quante carte ha in mano (la carta è l'ultima ad essere scoperta e rimane in gioco fino alla fine)

### Wild West Show
Carte personaggio:
- Lee Van Kliff: (4 punti vita) Nel suo turno, può scartare un BANG! per ripetere l'effetto di una carta a bordo marrone che ha appena giocato.
- Gregory Deck: (4 punti vita) All'inizio del suo turno può pescare 2 personaggi a caso. Ha tutte le abilità dei personaggi speciali. Nota: Le carte personaggi da cui pescare sono solo quelli dell'edizione base.
- John Pain: (4 punti vita) Se ha meno di 6 carte in mano, quando un giocatore "estrae!", John aggiunge alla mano la carta appena estratta.
- Gary Looter: (5 punti vita) Pesca tutte le carte in eccesso scartate dagli altri giocatori a fine turno
- Teren Kill: (riferimento a Mario Girotti celebre attore di film western conosciuto in arte come Terence Hill) (3 punti vita) Ogni volta che sarebbe eliminato "estrai!": se non è Picche, Teren resta a 1 punto vita e pesca 1 carta.
- Youl Grinner: (4 punti vita) Prima di pescare, i giocatori con più carte in mano di lui devono dargli una carta a scelta.
- Flint Westwood: (4 punti vita) Nel suo turno può scambiare una carta dalla mano con 2 carte a caso dalla mano di un altro giocatore.
- Big Spencer:(riferimento a Carlo Pedersoli celebre attore di film western conosciuto in arte come Bud Spencer) (9 punti vita) Inizia con 5 carte. Non può giocare Mancato!

Carte WWS (Wild West Show): Entrano in gioco parallelamente a quelle dei mazzetti High Noon o A Fistful of Cards, ma si mettono in campo solo quando un qualsiasi giocatore gioca una Diligenza o un Wells Fargo e il loro effetto rimane finché non vengono sostituite da un'altra carta WWS. L'ultima carta del mazzo deve essere la carta Wild West Show che dura fino a fine gioco.
- Regolamento di conti: Tutte le carte possono essere giocate come se fossero BANG!. Le carte BANG! come se fossero Mancato! (nota: In realtà il testo corretto sarebbe che i BANG! devono per forza essere giocati come Mancato!, altrimenti Suzy Lafayette armata di Volcanic sarebbe in grado di sparare tutto il mazzo!)[7]
- Bavaglio: I giocatori non possono parlare (ma possono gesticolare, mugugnare...). Chi parla perde 1 punto vita.
- Darling Valentine: All'inizio del proprio turno, ogni giocatore scarta le carte in mano e ne pesca dal mazzo altrettante.
- Helena Zontero: Quando Helena Zontero entra in gioco, "estrai!": se esce Cuori o Quadri, rimescola i ruoli attivi tranne lo Sceriffo, e ridistribuiscili a caso.
- Camposanto: All'inizio del proprio turno, ogni giocatore eliminato torna in gioco con 1 punto vita. Pesca il ruolo a caso fra quelli dei giocatori eliminati.
- Lady Rosa del Texas: Nel proprio turno, ogni giocatore può scambiarsi di posto con quello alla sua destra, il quale salta il prossimo turno.
- Miss Susanna: Nel proprio turno ogni giocatore deve giocare almeno 3 carte. Se non lo fa, perde 1 punto vita.
- Sacagaway: Tutti i giocatori giocano a carte scoperte (tranne il ruolo!).
- Dorothy Rage: Nel proprio turno, ogni giocatore può obbligarne un altro a giocare una carta. Il giocatore di turno dice anche l'eventuale bersaglio, sempre se quest'ultimo sia a "gittata" della carta richiesta. La distanza si calcola da chi usa la carta. Se il giocatore non possiede la carta dichiarata deve mostrare la mano
- Wild West Show: L'obiettivo di ogni giocatore diventa: "Rimani l'ultimo in gioco!".

### Gold Rush
Introduce un mazzetto di carte equipaggiamento che viene tenuto separato dal mazzo normale di gioco. I giocatori possono comprare una delle tre carte equipaggiamento visibili pagandole con le "pepite d'oro", segnalini in plastica ambrata trasparente che possono essere ottenuti ferendo un altro giocatore o giocando una birra (in questo caso non si recuperano punti vita). In questo mazzetto sono presenti carte "equipaggiamento", alcune a bordo marrone, da giocare subito e scartare, e carte a bordo nero, da porre davanti a sé e tenerle fino a che non vengono scartate o pescate da un altro giocatore. Un altro giocatore può scartarle anche pagando il costo dell'equipaggiamento più una pepita
Il gioco presenta anche la modalità "Pistoleri ombra", che permette ai giocatori eliminati di tornare momentaneamente in gioco, durante il loro turno, pescare due carte, giocarle, scartare le eventuali rimanenti in mano ed a terra (compresi eventuali equipaggiamenti), e uscire nuovamente dal gioco, permettendo alla distanza tra giocatori vivi di diminuire man mano i giocatori vengono eliminati. Le pepite non vengono scartate quando un giocatore muore.
Il rinnegato, una volta eliminato, gioca per la fazione che ha più carte ruolo scoperte (la più debole), ed in caso di parità, con i fuorilegge. Una carta doubleface viene fornita allo scopo di identificare per chi gioca il rinnegato.
Sono presenti inoltre 8 nuovi personaggi.
Carte equipaggiamento di colore marrone:
- Bicchierino (3 carte nel mazzo) (costo 1): Un giocatore a scelta, compresi sé stessi, recupera un punto vita.
- Bottiglia (3 carte nel mazzo) (costo 2): Può essere usata come Panico, Birra o Bang!
- Complice (3 carte nel mazzo) (costo 2): Può essere usata come Emporio, Duello o Cat Balou.
- Corsa all'oro (1 carta nel mazzo) (costo 5): Termina il turno del giocatore, recupera tutti i punti vita e gioca un altro turno.
- Rum (2 carte nel mazzo) (costo 3): Il giocatore estrae 4 carte, e recupera un punto vita per ogni seme diverso (minimo 1, massimo 4).
- Union Pacific (1 carta nel mazzo) (costo 4): Il giocatore pesca 4 carte dal mazzo.

Carte equipaggiamento di colore nero:
- Calumet (1 carta nel mazzo) (costo 3): Le carte a quadri giocate contro di non hanno effetto su di te
- Cinturone (1 carta nel mazzo) (costo 2): Il giocatore può tenere fino a 8 carte in mano.
- Ferro di cavallo (1 carta nel mazzo) (costo 2): Il giocatore quando estrae scopre una carta in più e sceglie il risultato.
- Piccone (1 carta nel mazzo) (costo 4): Il possessore di questa carta pesca una carta in più all'inizio del proprio turno.
- Ricercato (3 carte nel mazzo) (costo 2): La carta viene posizionata davanti a un qualsiasi giocatore. Quando viene eliminato, chi elimina pesca in più due carte ed una pepita.
- Setaccio (1 carta nel mazzo) (costo 3): Il giocatore può pagare una pepita per pescare una carta dal mazzo. Max 2 volte a turno.
- Stivali (1 carta nel mazzo) (costo 3): Il giocatore pesca una carta ogni volta che perde un punto vita.
- Talismano (1 carta nel mazzo) (costo 3): Il giocatore prende una pepita ogni volta che perde un punto vita.
- Zaino (1 carta nel mazzo) (costo 3): Il possessore può pagare due pepite per recuperare un punto vita (anche in extremis).

Personaggi:
- Don Bell (4 punti vita): Alla fine del turno estrae se è cuori o quadri gioca un turno extra (ma non estrae di nuovo).
- Dutch Will (4 punti vita): All'inizio del suo turno scarta una delle due carte appena pescate e prende una pepita.
- Jacky Murieta (4 punti vita): Gioca due pepite per sparare un Bang! (Senza usare carte extra).
- Josh McCloud (4 punti vita): Può pescare dal mazzetto degli equipaggiamenti pagando due pepite.
- Madame Yto (4 punti vita): Ogni volta che un giocatore gioca una Birra pesca una carta dal mazzo.
- Pretty Luzena (4 punti vita): Paga un equipaggiamento a turno a costo diminuito di una pepita.
- Raddie Snake (4 punti vita): Fino a 2 volte per turno, posa una pepita per pescare 1 carta dal mazzo.
- Simeon Picos (4 punti vita): Prende una pepita ogni volta che perde un punto vita.

### The Valley of Shadows (La Valle delle Ombre)
La valle delle Ombre (in ceco: Údolí Stínů) è un'espansione creata appositamente per il mercato ceco e slovacco dal distributore ALBI e dai contributi di diversi autori, che hanno partecipato mediante concorso. Le carte, selezionate e testate da Martin Blažko ed Emiliano Sciarra, sono state pubblicate in un pacchetto da 20 carte. Le carte non avevano inizialmente una traduzione ufficiale, ma erano visionabili presso il sito dell'autore. Solo due personaggi (Colorado Bill e Henry Block) sono stati ufficialmente pubblicati in Italia, nell'edizione del decennale.
Personaggi:
- Colorado Bill (4 punti vita): Quando gioca una carta BANG! "estrae". Se picche, il colpo va a segno in ogni caso.
- Evelyn Shebang (4 punti vita): Può rinunciare a pescare carte nella fase di pesca. Per ogni carta non pescata, spara un BANG! a distanza raggiungibile, a un diverso bersaglio.
- Henry Block (4 punti vita): Un giocatore che pesca o scarta dalla sua mano o dalle sue carte a terra è bersaglio di un BANG!.
- Lemonade Jim (4 punti vita): Quando qualcuno gioca una birra, può scartare una carta dalla mano per recuperare un punto vita.
- Mick Defender (4 punti vita): Può giocare una carta Mancato! per evitare effetti di altre carte a bordo marrone diverse da BANG!, L'abilità funziona anche contro carte che coinvolgono più giocatori (Gatling, Indiani, ecc.). Il Mancato! però previene gli effetti solo per te, non per gli altri.
- Tuco Franziskaner (5 punti vita): Durante la sua fase di pesca, se non ha carte blu in gioco, pesca due carte extra.
- Der Spot-Burst Ringer (4 punti vita): Una volta nel suo turno, può usare una carta BANG! come Gatling.
- Black Flower (4 punti vita): Una volta nel suo turno, può usare una carta di fiori per sparare un BANG! extra.

Carte di colore marrone:
- Mira (Carta unica nel mazzo): Viene giocata assieme a una carta BANG!. Se il BANG! va a segno, infligge 2 danni. Un singolo Mancato è sufficiente per cancellare il BANG!
- Poker (Carta unica nel mazzo): Tutti gli altri giocatori scartano contemporaneamente una carta dalla loro mano (se possibile). Se nessuno scarta un Asso, il giocatore che ha giocato la carta pesca fino a 2 di quelle carte e scarta le altre
- Tornado (Carta unica nel mazzo): Tutti scartano una carta dalla mano (se possibile), poi pescano 2 carte dal mazzo
- Salvo! (Carta unica nel mazzo): Può essere giocata fuori dal turno. Impedisce a un giocatore di perdere 1 punto vita. Se un giocatore viene salvato dall'eliminazione, chi ha giocato la carta pesca 2 carte dalla mano del giocatore salvato o dal mazzo (si può scegliere)
- Sventagliata (Carta unica nel mazzo): Conta come un BANG! a distanza raggiungibile. Un giocatore a distanza 1 da quel giocatore (se ce ne sono, escludendo il giocatore che gioca la carta) è bersaglio di un BANG! automatico
- Bandidos (Carta unica nel mazzo): Tutti i giocatori scelgono se scartare 2 carte dalla loro mano a scelta (o 1 chi ne ha solo 1) oppure perdere un punto vita
- Fuga (Carta unica nel mazzo): Se il giocatore è bersaglio di una carta a bordo marrone diversa da un BANG!, evita l'effetto di quella carta
- Tomahawk (Carta unica nel mazzo): Un BANG! a distanza 2 (può essere giocato anche a distanza 1)
- Ritorno di Fiamma (Carta unica nel mazzo): Conta come una carta Mancato!. Il giocatore che ha bersagliato il proprietario di questa carta è a sua volta bersaglio di un BANG!
- Ultimo Giro (Carta unica nel mazzo): Ha lo stesso effetto di una Birra. Può essere giocata anche quando ci sono solo 2 giocatori in gioco

Carte di colore Blu:
- Shotgun (Carta unica nel mazzo): Un'arma. Chi è ferito con questa arma deve scartare una carta dalla sua mano, se ne ha
- LeMat (Carta unica nel mazzo): Un'arma. Nel tuo turno, puoi usare una qualunque carta come una carta BANG!
- Serpente a Sonagli (Carta unica nel mazzo): Viene giocata di fronte a un giocatore a scelta. All'inizio del suo turno, quel giocatore "estrae!": se esce Picche perde 1 punto vita
- Fantasma (Due carte nel mazzo): Viene giocata su un giocatore eliminato. Quel giocatore è di nuovo in gioco, non può guadagnare né perdere punti vita e gioca normalmente finché ha questa carta in gioco
- Taglia (Carta unica nel mazzo): Viene giocata di fronte a un giocatore a scelta. Se quel giocatore è bersaglio di una carta BANG!, il giocatore che l'ha colpito pesca una carta dal mazzo

### Armed & Dangerous
Contiene, oltre a 8 nuovi personaggi e 6 carte del set base (per mantenere il mazzo bilanciato), 9 nuove "carte potenziabili" uniche a bordo marrone e 13 carte Dangerous, che introducono delle nuove dinamiche di gioco grazie all'uso dei "segnalini Carica", rappresentati da 32 cubetti di plastica marroni. I segnalini Carica vengono posti in una riserva al centro del tavolo e permettono, con le modalità descritte sulle carte e sui personaggi, di potenziare o di attivare un effetto speciale di una carta, o di attivare l'abilità del personaggio.
Carte Dangerous: sono carte a bordo arancione e vanno mescolate all'interno del mazzo da gioco in quanto hanno lo stesso funzionamento delle carte a bordo blu, ma con alcune regole differenti:
- Quando una carta Dangerous viene giocata a terra, aggiungi subito su di essa 3 segnalini Carica dalla riserva. Se nella riserva non sono rimasti abbastanza segnalini Carica, la carta non può essere giocata.
- Ogni carta Dangerous e ogni personaggio non possono avere su di sé più di 4 segnalini Carica.
- Per usare l'effetto di una carta Dangerous occorre spendere il numero di segnalini Carica riportati sulla carta; se sulla carta non sono presenti abbastanza segnalini Carica, l'effetto non può essere usato, mentre può essere usato anche più di una volta nello stesso turno se si hanno sufficienti segnalini Carica.
- Se una carta Dangerous rimane senza segnalini Carica su di essa, deve essere subito scartata.
- Si possono aggiungere segnalini Carica su una carta Dangerous o su un personaggio giocando carte a bordo blu (1 segnalino Carica per ogni carta a bordo blu giocata) o scartando carte in eccesso dalla mano (1 segnalino Carica per ogni carta scartata, ricordando che non si possono scartare carte volontariamente).
- Se una carta Dangerous viene scartata o rubata (ad esempio, con Cat Balou, Panico!, ecc.), i segnalini Carica presenti su di essa vanno rimessi nella riserva.

Ci sono 9 carte Dangerous soggette alle regole sopra descritte:
- Asso nella manica (Carta unica nel mazzo): paga 2 segnalini Carica per pescare una carta dal mazzo.
- Bandoliera (Carta unica nel mazzo): paga 1 segnalino Carica per giocare una carta Bang! extra (una sola volta nel turno).
- Bomba (Carta unica nel mazzo): può essere giocata su un qualsiasi giocatore a scelta e, come tutte le carte Dangerous, ci vanno aggiunti subito 3 segnalini Carica sopra. Chi ha ricevuto la Bomba, all'inizio del proprio turno (ed eventualmente dopo Prigione e/o Dinamite) estrae: se esce cuori o quadri passa la Bomba a un altro giocatore (che, all'inizio del proprio turno, dovrà ripetere lo stesso procedimento), se invece esce fiori o picche, deve scartare 2 segnalini Carica dalla Bomba. Se i segnalini Carica sulla Bomba finiscono, questa esplode facendo perdere 2 punti vita a chi l'aveva in gioco davanti a sé.
- Campanile (Carta unica nel mazzo): paga 1 segnalino Carica per vedere tutti i giocatori a distanza 1 per la prossima carta che giochi. Eventuali carte che modificano la distanza, come Mustang, Riparo ecc. non hanno effetto.
- Cassa (Carta unica nel mazzo): vale come un Mancato! pagando 2 segnalini Carica.
- Cespuglio (Carta unica nel mazzo): paga 1 segnalino Carica per ripetere o far ripetere un'estrazione (ad esempio, per Barile, Prigione, Dinamite, ecc.), anche fuori turno. Nel caso di personaggi come Lucky Duke, o di equipaggiamenti come Ferro di cavallo, il procedimento di estrazione va ripetuto da capo, quindi si scoprono due carte e si sceglie il risultato.
- Frusta (Carta unica nel mazzo): paga 3 segnalini Carica per scartare una carta in gioco davanti a qualsiasi giocatore indipendentemente dalla distanza (non si possono scartare carte dalla mano).
- Fusto di birra (Carta unica nel mazzo): paga 3 segnalini Carica per recuperare un punto vita. Non è una Birra, quindi non può essere usato fuori turno per evitare di perdere l'ultimo punto vita.
- Grimaldello (Carta unica nel mazzo): paga 3 segnalini Carica per rubare una carta dalla mano di un giocatore qualsiasi indipendentemente dalla distanza (non si possono rubare carte in gioco).

Le armi Dangerous sono armi come quelle a bordo blu, ma con le regole delle carte Dangerous, quindi hanno un effetto speciale che può essere attivato con i segnalini Carica solo giocando una carta Bang! (non vale per carte con effetto simile come Indiani!, Gatling, Pugno, ecc.) e prima di verificarne l'esito (cioè prima che l'avversario possa rispondere con un Mancato! o altre carte con effetto simile). Ci sono 4 armi Dangerous:
- Big Fifty (Carta unica nel mazzo): consente di sparare ad avversari a distanza 6; inoltre, pagando 1 segnalino Carica, annulla gli effetti di carte in gioco (ad esempio Barile, Riparo, ecc.) e l'abilità del personaggio (ad esempio Jourdonnais, Julie Cutter, ecc.).
- Buntline Special (Carta unica nel mazzo): consente di sparare ad avversari a distanza 2; inoltre, se il Bang! viene annullato puoi pagare 1 segnalino Carica per far scartare all'avversario una carta a sua scelta dalla mano. Nota: se Slab the Killer è armato con la Buntline Special saranno necessari 3 Mancato! per evitare il suo Bang!.
- Doppia canna (Carta unica nel mazzo): non incrementa la distanza a cui è possibile sparare ma, pagando 1 segnalino Carica, i Bang! di quadri non possono essere in alcun modo annullati.
- Thunderer (Carta unica nel mazzo): consente di sparare ad avversari a distanza 3; inoltre, pagando 1 segnalino Carica, riprendi la carta Bang! appena giocata (sempre prima di verificare l'esito del colpo).

Le carte potenziabili sono normali carte a bordo marrone il cui effetto può essere potenziato spendendo i segnalini Carica riportati sulla carta. I segnalini Carica possono essere presi dal proprio personaggio e/o da carte Dangerous in gioco di fronte a sé in qualsiasi combinazione, ricordando che, se i segnalini Carica su una carta Dangerous si esauriscono, questa va immediatamente scartata. Ci sono 9 carte potenziabili:
- Carovana (Carta unica nel mazzo): pesca due carte dal mazzo più una carta extra ogni 2 segnalini Carica spesi.
- Cicchetto (Carta unica nel mazzo): recupera un punto vita più un punto vita extra ogni 3 segnalini Carica spesi. Non è una Birra, quindi non può essere usato fuori turno per evitare di perdere l'ultimo punto vita.
- Colpo rapido (Carta unica nel mazzo): un Bang! a un giocatore a distanza raggiungibile più un Bang! extra (a un giocatore sempre diverso e a distanza raggiungibile) ogni segnalino Carica speso.
- Flintlock (Carta unica nel mazzo): un Bang! a un giocatore a distanza raggiungibile; se il colpo viene annullato puoi spendere 2 segnalini Carica per riprendere la carta in mano ed eventualmente, rigiocarla subito dopo.
- Freccia (Carta unica nel mazzo): il giocatore bersaglio decide se scartare un Bang! dalla mano o perdere un punto vita; inoltre si può colpire un giocatore diverso per ogni segnalino Carica speso.
- Giù la testa! (Carta unica nel mazzo): vale come un Mancato!; inoltre, spendendo 2 segnalini Carica, puoi riprendere la carta in mano.
- Ricarica (Carta unica nel mazzo): prendi 3 segnalini Carica dalla riserva e aggiungili sul tuo personaggio e/o sulle tue carte Dangerous, in qualsiasi combinazione.
- Ruggine (Carta unica nel mazzo): prendi 1 segnalino Carica da ogni personaggio e da ogni carta Dangerous di tutti gli altri giocatori e mettili sul tuo personaggio, ma sempre al massimo 4 (eventuali segnalini Carica in eccesso andranno rimessi nella riserva).
- Squaw (Carta unica nel mazzo): scarta una carta in gioco davanti a un giocatore qualsiasi indipendentemente dalla distanza; inoltre, pagando 2 segnalini Carica, aggiungi la carta scartata alla tua mano.

Personaggi:
- Al Preacher (4 punti vita): ogni volta che un giocatore gioca una carta a bordo blu o arancione, puoi spendere 2 segnalini Carica per pescare una carta dal mazzo, anche fuori turno (puoi pescare però una sola carta per ogni carta a bordo blu o arancione giocata, anche se puoi spendere più di 2 segnalini Carica).
- Bass Greeves (4 punti vita): puoi scartare una carta per aggiungere 2 segnalini Carica su una tua carta Dangerous o sul personaggio, ma non su entrambi (una volta per turno).
- Bloody Mary (4 punti vita): quando una tua carta Bang! viene annullata, pesca una carta dal mazzo (non vale per carte con effetto simile).
- Frankie Canton (4 punti vita): puoi prendere 1 segnalino Carica dal personaggio o dalle carte Dangerous di qualunque giocatore e metterlo sul tuo personaggio, sempre al massimo 4 (una volta per turno).
- Julie Cutter (4 punti vita): ogni volta che perdi uno o più punti vita, estrai: se è cuori o quadri, il giocatore che ti ha inflitto il colpo è a sua volta bersaglio di un Bang! (il Bang! è automatico, quindi non è necessario giocare una carta Bang! e può essere annullato da Barile, Mancato!, ecc.).
- Mexicali Kid (4 punti vita): puoi spendere 2 segnalini Carica per sparare un Bang! extra a distanza raggiungibile (una volta per turno e il Bang! extra non richiede l'uso di una carta Bang!).
- Ms. Abigail (4 punti vita): le carte a bordo marrone di valore J, Q, K e A non hanno effetto su di te se sei l'unico bersaglio (non vale, ad esempio, per Gatling, Indiani!, ecc.).
- Red Ringo (5 punti vita): inizi con 4 segnalini Carica sul personaggio e, una volta per turno, puoi spostarne fino a 2 dal personaggio alle tue carte Dangerous in gioco. Non puoi però spostare segnalini Carica dalle carte Dangerous al personaggio.

I segnalini Carica che attivano l'abilità del personaggio possono essere presi, oltre che dal personaggio stesso, anche dalle carte Dangerous in gioco di fronte a sè, mentre non è possibile spostarli dal personaggio alle carte Dangerous in gioco, a meno di eccezioni esplicitamente scritte (ad esempio, Red Ringo).

### Carte Speciali
Nel 2007 è stata pubblicata una versione deluxe del gioco chiamata BANG! La Pallottola!, contenente carte del set base e delle prime tre espansioni, due carte personalizzabili (di cui una per un personaggio) ed alcune carte extra, oltre ad una stella da sceriffo.
Personaggi extra:
- Jonny Kisch (4 punti vita): quando mette una carta in gioco, tutte le altre carte in gioco con lo stesso nome vengono scartate
- Uncle Will (4 punti vita): una singola carta promozionale, rappresenta un personaggio che può giocare una carta qualunque, una volta per turno, come se fosse un emporio
- Claus "The Saint" (3 punti vita): pesca tante carte quanti sono i giocatori (lui compreso) più una, ne tiene due e ne dà una ad ogni altro giocatore a sua scelta

Carte extra per High Noon:
- Manette: Dopo aver pescato le carte, il giocatore dichiara un seme: nel turno può giocare solo carte di quel seme (Vale in un solo giro)
- Nuova identità: Ciascuno, all'inizio del proprio turno, guarda il personaggio con cui indica i punti vita: può sostituirlo per sempre al proprio, ripartendo da 2 punti vita (Vale in un solo giro)

## Tutti i giochi della linea BANG! Game System
| Nome                                  | Data | Autore                    | Descrizione | Età consigliata | Numero di giocatori | Tempo indicato |
| ------------------------------------- | ---- | ------------------------- | --- | --------------- | ------------------- | -------------- |
| BANG!                                 | 2002 | Emiliano Sciarra          | Gioco base | 8-99            | 4-7                 | 20-40 minuti   |
| BANG! Dodge City                      | 2004 | Emiliano Sciarra          | Espansione di BANG! | 8-99            | 3-8                 | 20-40 minuti   |
| BANG! La Pallottola                   | 2007 | Emiliano Sciarra          | Versione deluxe che comprende il gioco base, 3 espansioni e una stella da sceriffo                                          | 8-99            | 3-8                 | 20-40 minuti   |
| BANG! Wild West Show                  | 2010 | Emiliano Sciarra          | Espansione di BANG! | 8-99            | 4-7                 | 20-40 minuti   |
| BANG! Gold Rush                       | 2011 | Emiliano Sciarra          | Espansione di BANG! | 8-99            | 4-7                 | 20-40 minuti   |
| BANG! 10th Anniversary                | 2012 | Emiliano Sciarra          | Edizione speciale limitata di BANG! che conteneva le solite espansioni e, in aggiunta, l'espansione del decimo anniversario | -               | -                   | -              |
| Samurai Sword                         | 2012 | Emiliano Sciarra          | Basato sulle meccaniche di BANG! ma ambientato nel Giappone medievale                                                       | 8-99            | 3-7                 | 20-40 minuti   |
| BANG! The Dice Game                   | 2013 | Michael Palm - Lukas Zach | Un gioco a sé stante con 5 dadi per sfidare la sorte                                                                        | 8-99            | 3-8                 | 15 minuti      |
| Samurai Sword - Rising Sun            | 2013 | Emiliano Sciarra          | Espansione di Samurai Sword                                                                                                 | 8-99            | 3-8                 | 20-40 minuti   |
| BANG! High Noon + A Fistful of Cards  | 2014 | Emiliano Sciarra          | Espansione di BANG! | 8-99            | 4-7                 | 20-40 minuti   |
| BANG! The Duel                        | 2015 | Emiliano Sciarra          | Un gioco a sé stante per 2 giocatori                                                                                        | 8-99            | 2                   | 30 minuti      |
| BANG! The Walking Dead                | 2015 | -                         | Il gioco classico ambientato nel mondo degli zombie del famoso The Walking Dead                                             | 14-99           | 4-7                 | 20-40 minuti   |
| BANG! Reloaded                        | 2016 | -                         | Il set di accessori per BANG!                                                                                               | -               | -                   | -              |
| BANG! The Dice Game - Old Saloon      | 2016 | Michael Palm - Lukas Zach | Espansione di BANG! The Dice Game                                                                                           | 8-99            | 3-8                 | 15 minuti      |
| BANG! The Duel - Player Mats          | 2016 | -                         | Tappetini da gioco per pistoleri incalliti (fuori produzione)                                                               | -               | -                   | -              |
| BANG! Armed & Dangerous               | 2017 | Emiliano Sciarra          | Espansione di BANG! | 8-99            | 4-7                 | 20-40 minuti   |
| BANG! The Dice Game - Undead or Alive | 2019 | Michael Palm - Lukas Zach | Espansione di BANG! The Dice Game                                                                                           | 8-99            | 3-8                 | 15 minuti      |
| BANG! The Duel - Renegades            | 2019 | Emiliano Sciarra          | Espansione di BANG! The Duel                                                                                                | 8-99            | 2-3                 | 30 minuti      |

Nell'ottobre 2012 è stato pubblicato un nuovo gioco, Samurai Sword, basato sulle meccaniche di BANG! è ambientato nel Giappone medievale. Samurai Sword presenta alcune novità; l'innovazione principale è l'assenza di eliminazione: grazie al sistema dei "punti onore" i giocatori partecipano fino al termine della partita. Nel 2013 è stata pubblicata l'espansione Samurai Sword - Rising Sun, con nuovi guerrieri, armi e carte.
Sempre nella linea BANG! Game System, a ottobre 2013, è stato pubblicato BANG! The Dice Game, un gioco di dadi che sfrutta il sistema di gioco di BANG!, dando al gioco un ritmo veloce e serrato. Nell'ottobre 2015 si aggiunge un nuovo gioco alla linea: Bang! The Duel, un gioco pensato per due giocatori e viene presentato Bang! The Walking Dead, il gioco classico ambientato però nel mondo degli zombie del famoso fumetto The Walking Dead.
Fra il 2016 e il 2017 vengono create le espansioni per BANG! The Dice Game (BANG! Old Saloon) e per BANG! The Duel (dove vengono aggiunte le plance per il gioco base). Esiste una versione deluxe di BANG, La Pallottola: edizione speciale in una confezione di metallo a forma di pallottola, che contiene le carte del gioco base, ben tre espansioni e una stella da sceriffo.

## Campionato Nazionale di BANG!
Ogni anno, a partire dal mese di febbraio, la casa editrice di BANG!, dV Giochi, organizza il Campionato Nazionale di BANG! con tornei che si svolgono in tutta Italia. Partecipare è semplice: basta creare un account "Giocatore" sul sito ufficiale di BANG!, nella sezione dedicata (Campionato). Si può prendere parte a un torneo già presente in calendario, oppure organizzarne uno presso la propria città, in un luogo pubblico aperto a tutti.
Il torneo è costituito da una fase a punteggio, obbligatoria, e da una fase a duello, facoltativa. Nella fase a punteggio di un torneo di BANG! si usano le carte e i regolamenti del gioco base. Alla fase a punteggio segue una fase a duello, in cui si usano le carte e le regole del gioco BANG! the Duel. A discrezione dell’Organizzatore e previa comunicazione ai partecipanti, il torneo può concludersi con la fase a punteggio, senza svolgere la fase a duello. 
Al termine della fase a punteggio, l’arbitro rende pubblica la classifica. I quattro giocatori col punteggio più alto disputano due duelli semifinali (1° contro 4°, e 2° contro 3°) a eliminazione diretta. I vincitori dei duelli semifinali si sfidano in un duello finale per determinare 1ª e 2ª posizione. Il vincitore del torneo è il giocatore che, per esito dei duelli, ha conquistato la 1ª posizione in classifica.
I quarti di finale, le due semifinali e la finale nazionale si svolgono pubblicamente a Lucca Comics & Games, tra la fine di ottobre e l'inizio di novembre.

## Altri media
Al LuccaComics 2009 è stato annunciato lo sviluppo, da parte della software house SpinVector e dalla società di produzione Palzoun (che ha acquisito i diritti da DaVinci), del videogioco BANG!. Il prodotto, inizialmente previsto per l'inizio del 2010, venne poi ritardato e presentato per la prima volta al pubblico a Lucca Comics 2010 (dove erano giocabili le versioni PC, iPhone, iPad e Bada).
Il videogioco è stato distribuito inizialmente solo in single-player e in inglese sulle prime piattaforme tra la fine 2010 e l'inizio del 2011: per iPhone & iPod touch e in versione HD per iPad (tramite App Store di Apple), per Samsung Bada (tramite Samsung Apps), per PC in direct download dal sito ufficiale e per Atom NetBook (tramite Intel AppUp) mentre a marzo 2011 è stata pubblicata la versione per Symbian^3 (Nokia) tramite Ovi Store. Un'anteprima PSN è stata presentata all'E3 2011. È prevista l'uscita anche su altre piattaforme non ancora comunicate ufficialmente (probabilmente Android, Mac, Linux e una console).
Il videogioco è attualmente disponibile in cinque lingue (inglese, italiano, francese, tedesco e spagnolo) e su Pc, Atom NetBook e iPad è possibile giocare fino a 8 giocatori (sulle altre piattaforme solo fino a 5 anche se prevedono la modalità Pass-Play per permettere a più persone di giocare in locale) e con gli aggiornamenti avvenuti sulle varie piattaforme fra ottobre e novembre 2011 include anche le carte giocabili dell'espansione "Dodge City", obiettivi, un pacchetto di personaggi sbloccabili e soprattutto la giocabilità online "MultiCross", ossia la possibilità di giocare on-line fra le varie piattaforme (attualmente sono escluse dal Multi-Cross le versioni Symbian^3 e Bada) in modo del tutto invisibile per il giocatore. L'aggiornamento alla versione MultiCross per tutte le piattaforme per cui viene distribuito è gratuito, così come l'utilizzo del servizio di gioco online. Come si legge nelle FAQ del gioco, la politica di distribuzione delle espansioni sarà diversa da quella del gioco cartaceo: infatti, le carte giocabili di Dodge City sono incluse gratuitamente nell'aggiornamento MultiCross, mentre i personaggi sono stati riorganizzati in pacchetti-espansione più piccoli. Il primo pacchetto espansione di personaggi, incluso gratuitamente nell'aggiornamento MultiCross è denominato "Scavanger Pack" e include Greg Digger, Herb Hunter e Vulture Sam. Il secondo pacchetto di espansione è uscito (gratuitamente) durante le vacanze natalizie 2011 sulle varie piattaforme su cui è già presente il Multi-Cross; contiene un tavolo speciale e il personaggio Claus The Saint. Questi personaggi (e il tavolo natalizio speciale) sono sbloccabili attraverso il conseguimento di particolari obiettivi.
Inoltre, in occasione dei 150 dell'Unità d'Italia e della festa d'Indipendenza Americana sono state distribuite due versioni speciali lite del gioco (solo tramite AppStore) con dei personaggi speciali ma senza abilità (è presente solo la modalità facile e non è possibile il multi-player online).

## Riconoscimenti
Nel 2002 BANG! vinse il premio Best of Show a Lucca Comics & Games nella sezione Miglior Gioco Italiano, mentre l'edizione statunitense pubblicata dalla Mayfair Games vinse nel 2004 l'Origins Award nelle categorie Best Traditional Card Game e Best Graphic Design of a Card Game or Expansion del 2003.